# مایک هنری (مدیر)
مایک هنری (انگلیسی: Mike Henry؛ زادهٔ ۱۹۶۶) اهالی کسب‌وکار و مدیر اجرایی اهل کانادا است، که هم‌اکنون به‌عنوان مدیرعامل شرکت بی‌اچ‌پی فعالیت می‌کند.